# Mazury (Bondyrz)
Mazury – część wsi Bondyrz w Polsce położona w województwie lubelskim, w powiecie zamojskim, w gminie Adamów.
W latach 1975–1998 Mazury administracyjnie należały do województwa zamojskiego.